# Метод галеры

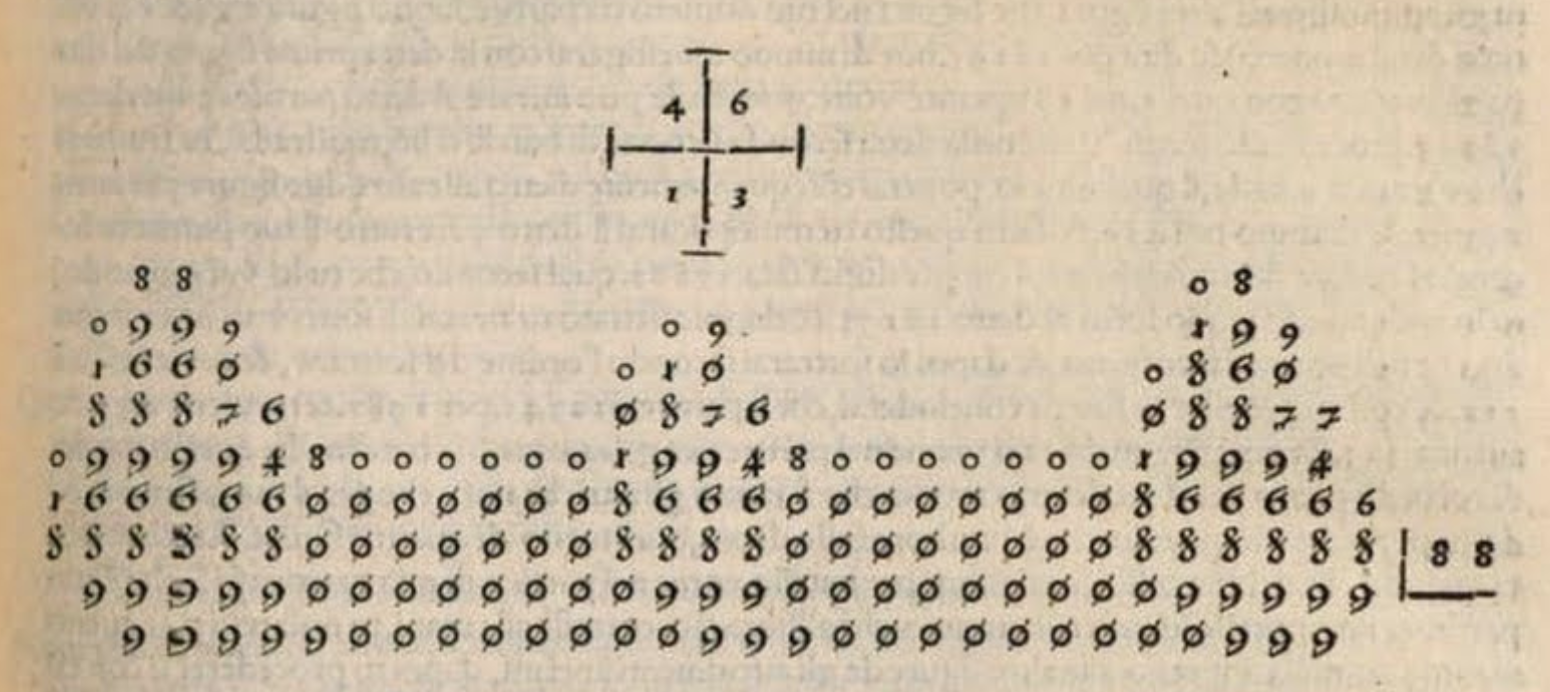
Деление числа 8888880000000888800000000888888 (в центре) на 99999000000009990000000009999 (под ним, последняя девятка добавлена позже). Частное: 88 (справа), остаток: 88968000000009680000000008976 (сверху). 3, 1, 4, 6 в кресте — это остатки при делении этих чисел на 7 (для проверки). Пример взят из учебника арифметики Никколо Тарталья 1556 года.

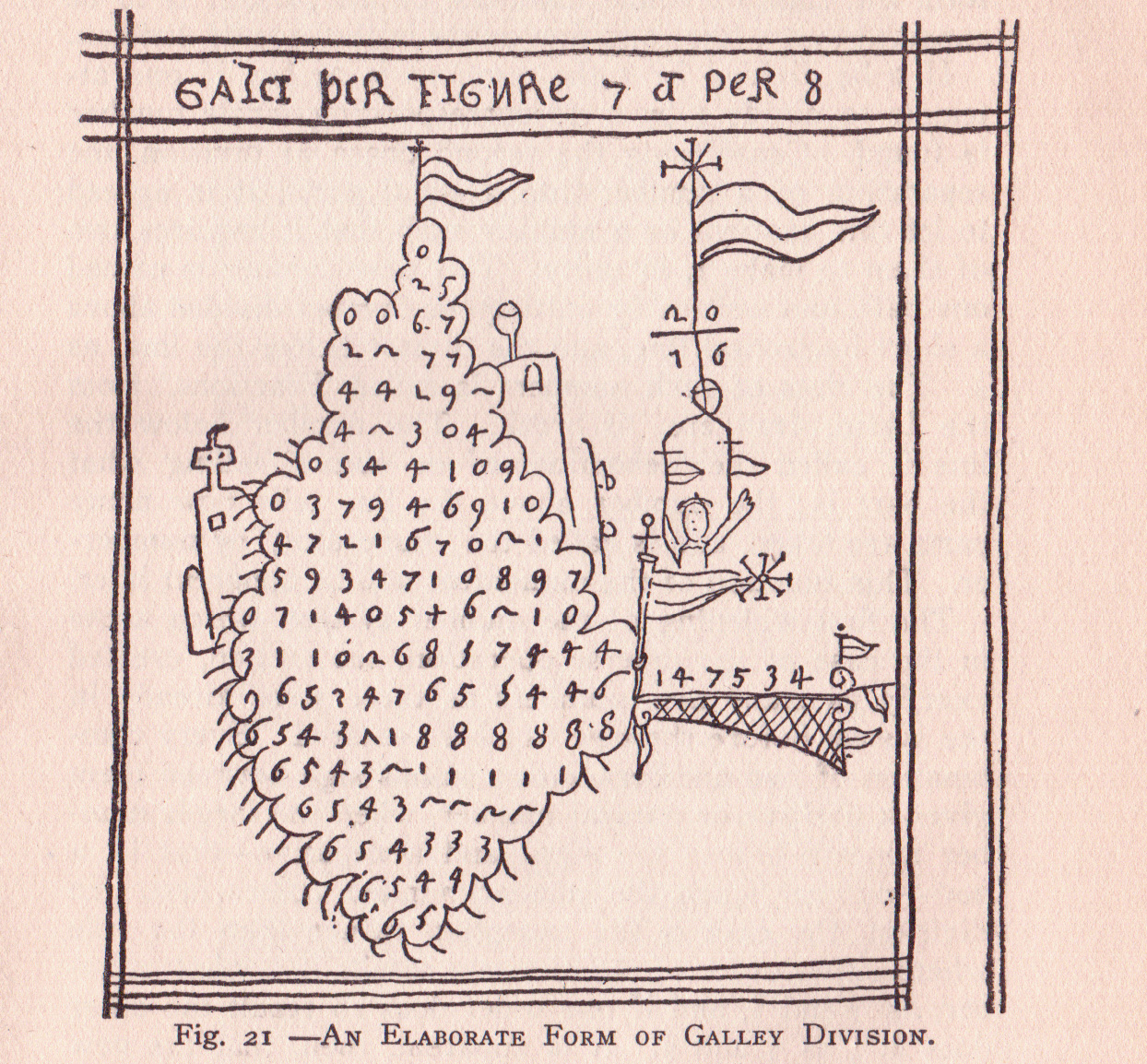
Деление методом галеры числа 965347653486 (в центре) на 6543218 (внизу). Ответ записан справа: 147534, а остаток сверху: 529074. Пример взят из неопубликованной рукописи венецианского монаха «Opus Arithmetica D. Honorati Veneti monachj coenobij S. Lauretig» XVI века. (На рисунке имеются несколько описок, совершенных художником).

Метод галеры (метод зачёркивания) — способ деления, который был самым используемым в Европе примерно до 1600-х годов, и продолжал быть популярным до конца XVIII века. Метод возник на основе китайского и индийского методов.
Метод упоминается у Аль-Хорезми в работах 825 года, у Луки Пачоли в 1492 году.
В отличие от предшествующих методов, в этом методе цифры не стирались, а зачёркивались. Он похож на современный метод деления столбиком, однако в методе галеры вычитание частичных произведений проходило слева направо, а не справа налево, как в современных методах.
Своё название метод получил за схожесть записываемых при вычислении строк с силуэтом одноименного судна. При этом косые чёрточки, которые использовались для зачёркивания цифр, напоминали вёсла. Иногда для получения сходства рисунок надо повернуть на 90°.
Аналогичный способ применялся также для извлечения корней.

## История
Арифметические действия с ростом разрядности чисел становятся весьма трудоемкими и чувствительными к механическим ошибкам, а деление — наиболее сложное из них. «Трудное дело — деление» (итал. dura cosa e la partita), гласило древнее итальянское выражение:40.
Хотя в Европе деление считалось сложной операцией вплоть до XV века, в Китае и в Индии деление не считалось чем-то особенно сложным.
Метод деления упоминается в «Математике в девяти книгах» (II век н. э.) и подробно описан в Математическом трактате Сунь Цзы (III—V век).
Многие индийские труды по математике не описывают метода деления, предполагая его известным. Например, о методе деления не пишет Ариабхата (499 год), хотя, несомненно, метод деления был известен его читателям, так как Ариабхата описывает метод извлечения корней, который требует деления. В индийской математике метод деления, аналогичный китайскому, впервые упомянут у Сридхари (около 800 года). Детальное описание метода даёт Арьябхата II в X веке.
Индийский метод выполнялся на песке или мелом на доске. В китайском методе использовались палочки в качестве цифр.
В обоих случаях цифры легко было стирать. В этих методах делитель записывался под делимым. Как и в современном методе деления столбиком, из делимого вычитались частичные произведения (то есть произведения делителя на каждую цифру ответа, сдвинутые на соответствующее число разрядов). Однако, в отличие от современного метода, старое делимое стиралось, а разность записывалась на его место, при этом само частичное произведение не записывалось, и даже не вычислялось, а вычитание происходило поразрядно слева направо. После этого делитель смещался на один разряд вправо (эту операцию в средневековой Европе называли по-латыни anterioratio). В китайском (а возможно, и в индийском методе) частное записывалось над делителем.
Этот метод стал известен арабам, начиная с трудов Аль-Хорезми (825 года). Оттуда этот метод попал в Европу.
В Европе деление выполнялось чернилами на бумаге, из-за этого метод деления претерпел естественную модификацию в связи с тем, что цифры не стирались, а зачёркивались. При вычитании из делителя частичных произведений результат записывался сверху. Стало непрактично записывать частное над делимым, его стали писать справа.
Эта модификация стала называться методом галеры (galea, batello), у англичан этот метод назывался также методом зачёркивания (англ. scratch method).
Знаменитый итальянский математик Никколо Тарталья (XVI век) в своем известном учебнике арифметики писал о методе следующее:41:

Второй способ деления называется в Венеции лодкой или галерой вследствие некоторого сходства фигуры, получающейся при этом, потому что при делении некоторых родов чисел составляется фигура, похожая на лодку, а в других — на галеру, которая в самом деле красиво выглядит; галера получается иной раз хорошо отделанная и снабженная всеми принадлежностями — выкладывается из чисел так, что она действительно представляется в виде галеры с кормою и носом, мачтою, парусами и веслами.
Оригинальный текст (итал.)Il secondo modo di partire, è detto in Venetia per batello, ouer per galea per certe similitudine di figure, che di tal atto resultano, perche in la partitione di alcune specie di numeri nasce vna certa figura alla similitudine di vno batello, materiale, & in alcuni altri, vna figura simile a vna galea legno maritimo, perche in effetto il pare vna gentilezza a vedere, in alcune specie di numeri vna galea ben lauorata, & tratteggiata con li suoi depenamenti protratti tutti, per vn verso, talmente che in la dispositione paiono veramente vna figura simile alla detta galea materiale, con la proua, poppa, albero, vela, & remi, come che nel processo si vedra manifesto:32.

Интересно отметить, что метод галеры с использованием чернил был привезён обратно в Китай из Европы и опубликован в трактате об Европейской арифметике 1613 года.
В России метод галеры употреблялся до середины XVIII века: в «Арифметике» Леонтия Магницкого он описан в числе шести предлагаемых там способов деления и особо рекомендуется автором; на протяжении изложения материала своей книги Магницкий пользуется в основном методом галеры, не упоминая при этом самого наименования:41,42.
С методом галеры конкурировал так называемый «итальянский метод» (или «золотое деление»), который сейчас известен как деление столбиком.
Этот метод появился в печати в 1491 году в «Арифметике» Каландри, хотя ещё раньше встречался в рукописях XV века.
В нём частичное произведение явно вычислялось и записывалось под делимым, потом вычиталось из делимого, и результат записывался снизу.
Вычитание производилось, как и при обычном сложении столбиком, начиная с младших разрядов, что позволяло экономить на записи, но при этом требовалось запоминать в уме перенос разряда. Основным преимуществом этого метода является то, что по его записи видны все действия — это позволяет легче проверить вычисления и быстро исправить ошибки. Однако недостатком этого метода является то, что в нём нужно умножать многозначные числа на однозначные.
Впоследствии появился сокращённый метод деления («австрийский метод»). Он был похож на итальянский, но, в отличие от него, в нём, как в методе галеры, не вычислялись частичные произведения явно — они сразу вычитались поразрядно. Однако, в отличие от метода галеры, вычитания производились начиная с младших разрядов, что позволяло экономить на записи. Таким образом этот метод совмещал в себе преимущества метода галеры и итальянского метода. Недостатком этого метода является то, что вычислителю нужно больше информации хранить в уме.
Все эти методы конкурировали в Европе с «железным делением»: методом деления с помощью абака, описанным монахом-математиком Гербертом (будущим папой Сильвестром II).

## Сущность метода
Метод галеры, хотя и более сложный в записи, похож на современный метод деления столбиком.
Так же, как и при делении столбиком, частное вычисляется по цифрам, начиная со старшего разряда: на каждом шаге подбирается одна цифра частного.
В качестве цифры частного берётся наибольшая цифра такая, чтобы из делимого можно вычесть частичное произведение (произведение этой цифры на делитель, смещенный на соответствующее число разрядов), оставаясь в положительных числах.
После этого из делимого вычитается частичное произведение, сам делитель сдвигается на один разряд влево, и процесс повторяется.
В отличие от современного деления столбиком, в методе галеры частичное произведение не вычисляется, а вычитание происходит по разрядам слева направо. Кроме того, в методе галеры результат вычитания записывается сверху, а не снизу.

### Пример
Рассмотрим пример из «Арифметики Тревизо» (1478 года), в котором делится 65284 на 594. Пример разбит на несколько шагов: на каждом шаге полужирным шрифтом выделены цифры, которые добавляются на этом шаге, а курсивом цифры, которые зачёркиваются. Для простоты восприятия цифры, с которыми производятся действия, выделены цветом, в действительности в методе использовались чернила только одного цвета.
Вначале делитель (594) записывался под делимым (65284):

| 65284 594 |

Шаг 1: в 652 делитель 594 входит только 1 раз. Значит первая цифра частного 1. Записываем её справа, и вычитаем из делимого 1×594 (смещённое на два разряда). В методе галеры это делается слева направо: сначала вычитается первая цифра (5), потом вторая цифра (9), в конце последняя цифра (4) из соответствующих разрядов.
| 65284 \| 1 594 Шаг 1: 594 входит в 652 один раз. | 1 65284 \| 1 594 Шаг 1a: 6−5=1 | 16 5284 \| 1 594 Шаг 1б: 15−9=6 | 5 168 65284 \| 1 594 Шаг 1в: 62−4=58 |

Шаг 2: Смещаем делитель на один разряд вправо (anterioratio). Так как полученный смещенный делитель (594) больше того, что осталось от делимого (588…), то мы не можем вычесть делитель ни разу, значит, вторая цифра частного 0:
| 5 168 65284 \| 10 5944 59 Шаг 2: 594 входит в 588 ноль раз. |

Шаг 3: Смещаем делитель ещё на один разряд вправо. Теперь нам надо из 5884 вычесть 594. Это можно сделать 9 раз. Записываем 9 в частное и вычитаем из делимого 9×594. При этом мы не вычисляем 9×594, а просто вычитаем 9×5, 9×9 и 9×4 из соответствующих разрядов.
| 5 168 65284 \| 109 59444 599 5 Шаг 3: 594 входит в 5884 девять раз. | 1 53 168 65284 \| 109 59444 599 5 Шаг 3а: 58−9×5=13 | 15 3 1687 65284 \| 109 59444 599 5 Шаг 3б: 138−9×9=57 | 15 533 16878 65284 \| 109 59444 599 5 Шаг 3в: 74−9×4=38 |

Ответ: деление 65284 на 594 даёт частное 109 и 538 в остатке.
| 15 533 16878 65284 \| 109 59444 599 5 Полный результат вычислений |

### Сравнение с другими методами
Для сравнения приведём то же самое деление, выполненное со стиранием цифр, а также итальянским и австрийским методами. Как было сказано выше, эти методы отличаются способом вычитания частичного произведения. Например, на последнем шаге вычитается частичное произведение 9×594. В итальянском методе вначале вычисляется 9×594=5346, а потом результат вычитается. В методе галеры и в методе со стиранием цифр произведение не вычисляется, а вычитается последовательно: 9×500, 9×90, 9×4. При этом в методе со стиранием цифр результат записывается на месте вычитаемого, а в методе галеры — сверху, а старые цифры зачёркиваются. Наконец, в австрийском методе произведение также не вычисляется, а вычитается последовательно: 9×4, 9×90, 9×500. Так как вычитания начинаются с младших разрядов, на каждом шаге записывается только один разряд, а старший разряд переносится, что позволяет сократить запись, но требует запоминания переноса в уме.
| Метод со стиранием цифр | 65284 \| 594 594 \| 109 5884 5346 538 Итальянский метод | 65284 \| 594 5884 \| 109 538 Австрийский метод |

## Варианты

### Без зачёркивания цифр
Иногда цифры не зачёркивались. В этом случае считались только самые верхние и нижние цифры. При этом вместо зачёркивания записывались нули сверху колонки. См. иллюстрацию в начале статьи.

### С вычислением частичных произведений
Иногда частичные произведения вычислялись. Такой вариант практически не отличается от современного деления столбиком. Единственное отличие состоит в месте написания цифр: метод галеры использует меньше бумаги, так как цифры записываются более компактно, без пустого места между ними. Но при делении столбиком вычисления лучше видны и их легче проверять.
В качестве примера этого варианта рассмотрим деление 44977 на 382. Один рисунок соответствует получению одного десятичного разряда частного.
```
1)        
67
          (Умножение: 
1
x382=
382
)
   382 | 
449
77 | 
1
    (Разность: 
449
−
382
=
67
)
         
382
```

```
2)        
29
          (Умножение: 
1
x382=
382
)
          
67
5
         (Разность: 
677
−
382
=
295
)
   382 | 449
7
7 | 1
1

         382
2

          
38
```

```
3)         
2
          (Умножение: 
7
x382=
2674
)
          
29
8
         (Разность: 
2957
−
2674
=
283
)
          67
5
3

   382 | 4497
7
 | 
11
7
  Ответ: Частное 
117
, остаток 
283
.
         3822
4

          38
7

          
26
```

## Проверка деления
Существовал метод проверки по остаткам от деления на небольшое число. Чаще всего использовался метод проверки по остаткам на 9, так как остаток при делении на 9 найти очень легко: достаточно найти сумму цифр числа.
Однако этот метод проверки не ловил распространённые ошибки, когда цифра попадала не в тот разряд. Поэтому использовались также более надёжные, но сложные способы: проверка остатков на 7 или 11.
Суть метода заключается в следующем. Пусть при делении числа {\displaystyle A} на {\displaystyle B} получилось неполное частное {\displaystyle Q} и остаток {\displaystyle R}. Это значит, что {\displaystyle A=BQ+R}. Чтобы проверить это равенство, вычислялись остатки от {\displaystyle A}, {\displaystyle B}, {\displaystyle Q} и {\displaystyle R} на небольшое число (например, 9). Пусть эти остатки соответственно равны {\displaystyle a}, {\displaystyle b}, {\displaystyle q} и {\displaystyle r}. Тогда {\displaystyle a} и {\displaystyle bq+r} должны иметь одинаковый остаток.
Эти остатки записывались в виде «флага»:
{\displaystyle {\begin{array}{c|c}q&r\\\hline b&a\end{array}}.} Иногда вместо креста +, использовался крест ×. 
Например, Никколо Тарталья:34 при делении 912 345 на 1987 получил 459 и 312 в остатке. Чтобы проверить это, он взял остатки этих чисел от деления на семь:
912 345 даёт остаток 0, 1987 даёт 6, 459 даёт 4, 312 даёт 4. Тарталья записывает это как
{\displaystyle {\begin{array}{c|c}4&4\\\hline 6&0\end{array}}.}
После чего проверяет, что {\displaystyle 4\cdot 6+4} делится на семь с остатком 0. Значит результат прошёл проверку.

## Извлечение корней

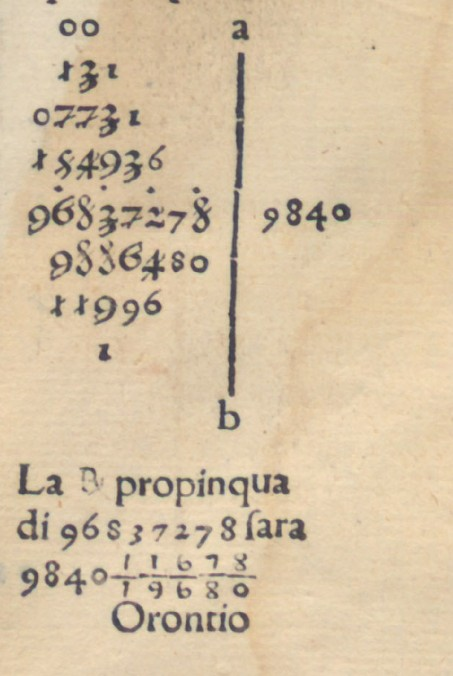
Извлечение квадратного корня методом галеры из числа 96837278.
Полученный ответ Из учебника Никколо Тарталья 1556 года.

Аналогичный метод применялся для извлечения корней. 
Так же, как и при делении, ответ находился по разрядам. 
Для извлечения квадратных корней на каждом шаге из числа вычитался квадрат уже полученного частичного ответа. 
При этом использовалась формула {\displaystyle (a+b)^{2}=a^{2}+2ab+b^{2}}.
А именно, если на каком-то шаге к частичному ответу {\displaystyle a} приписывается цифра {\displaystyle b} (то есть новый частичный ответ {\displaystyle 10a+b}), то нам нужно из исходного числа вычесть {\displaystyle (10a+b)^{2}}. Но {\displaystyle (10a)^{2}} мы уже вычли на предыдущем шаге. Поэтому нам осталось вычесть {\displaystyle (20a+b)b}.
Для этого в методе галеры число {\displaystyle 20a+b} записывалось снизу, цифра {\displaystyle b} записывалась справа, а потом производилось вычитание частичного произведения, как в обычном методе. 
При извлечении корней более высоких степеней использовался бином Ньютона, который был известен ещё до Ньютона.